# Корнилов, Иван Иванович
Иван Иванович Корни́лов (1904—1976) — советский учёный, специалист в области физикохимии и металлохимии.

## Биография
Родился 26 апреля 1904 года в селе Средние Тимерсяны (ныне Цильнинский район, Ульяновская область) в чувашской семье.
Окончил Ульяновский чувашский педагогический техникум, Московский промышленно-экономический институт, аспирантуру Института физико-химического анализа АН СССР (1933).
Работал в Институте общей и неорганической химии АН СССР ст. н. с., зав. лабораторией (1934—1953). В годы Великой Отечественной войны работал на заводах Урала по обеспечению заказов военных предприятий. Докторскую диссертацию защитил в 1941 году.
В 1953—1976 годах руководитель лаборатории в ИМАН имени А. А. Байкова, одновременно в 1963—1970 годах зам. директора. В 1950—1954 годах также являлся учёным секретарём, в 1954—1963 годах зам. академика-секретаря отделения технических наук АН СССР. В 1951—1960 годах был начальником кафедры «Материаловедение и технологии» ВВИА имени профессора Н. Е. Жуковского.
Умер 3 июля 1976 года. Похоронен в Москве на Кунцевском кладбище.

## Научная деятельность
Научные труды посвящены изучению фазовых превращений в металлических системах с упорядоченной структурой, установлению влияния фактора времени на фазовые равновесия в системе магний-кадмий. Итогом исследований стало создание жаростойких сплавов, нашедших практическое применение в ряде отраслей экономики. Корнилов развил теоретические представления о взаимодействии металлов, сформировал основные положения, определяющие образование твёрдых растворов и соединений металлов.
Автор более 400 научных трудов, в том числе 11 монографий, 30 изобретений. Под его руководством подготовлено более 50 кандидатских и 10 докторских диссертаций. В лаборатории, основанной Корниловым, получили подготовку учёные из Чувашии И. П. Григорьев, Э. И. Илларионов, В. А. Эрхим, В. А. Филиппов, Ю. Н. Степанов. С 1970 года член редколлегии журнала «Металловедение и термическая обработка», с 1972 года — журнала «Защита металлов».
Под руководством И. И. Корнилова в авиационную промышленность внедрен новый жаропрочный никелевый сплав. Лабораторным путём получен титан и внедрён ряд титановых сплавов в оборонную, химическую и другие отрасли промышленности, разработаны новые методы исследования жаропрочности сплавов.

## Награждён
- два ордена Трудового Красного Знамени
- орден Красной Звезды (13.11.1944)
- два ордена «Знак Почёта»
- медали
- Сталинская премия третьей степени (1950) — за разработку и осуществление нового метода исследования жаропрочных сплавов
- Ленинская премия (1966)
- премия Совета Министров СССР.
- Золотая медаль имени Д. К. Чернова АН СССР